# Nancy Lindsay
Nancy Lindsay, née en 1896 et morte le 4 janvier 1973, est une botaniste anglaise, connue pour son amour des jardins et des roses. 

## Biographie
Nancy Lindsay est la fille unique de Harry Lindsay et de son épouse, la célèbre  paysagiste Norah Lindsay, élevée dans un milieu élitiste et élégant au domaine de Sutton Courtenay en Angleterre, dans l'Oxfordshire. Sa mère lance sa carrière après son divorce en 1924 recrutant une clientèle fortunée, tant au Royaume-Uni que sur le continent. Elle comptait dans son cercle le prince de Galles, Winston Churchill, Philip Sassoon ou Edith Wharton. 

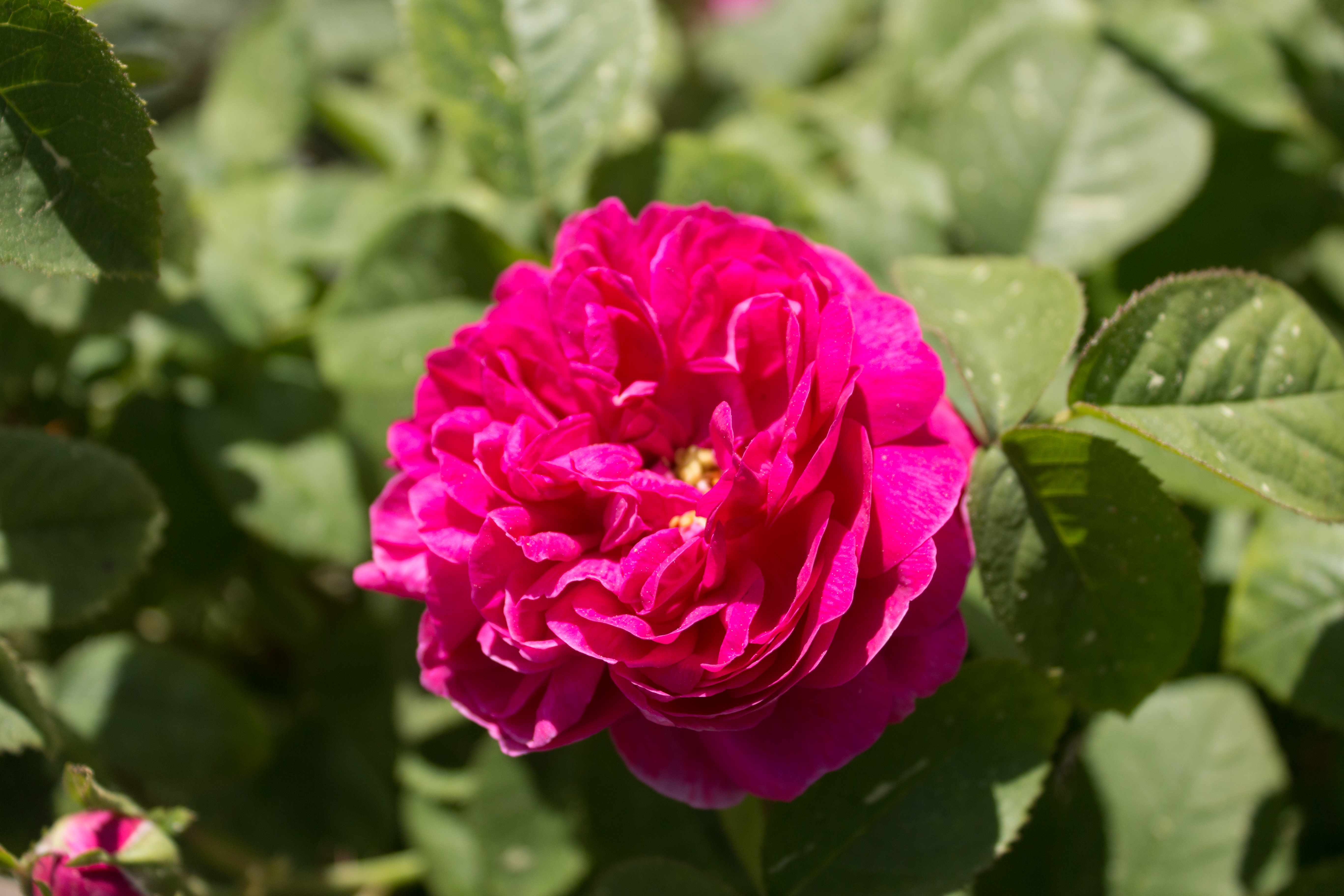
Rose de Rescht.

Au début, Nancy Lindsay se spécialise dans les dessins botaniques qu'elle vend au cercle des amis de sa mère, puis le major Lawrence Johnston, ami de sa famille et concepteur du parc du manoir de Hidcote la prend sous son aile. Elle se lance dans la botanique, se forme, voyage et part herboriser en Iran en plusieurs expéditions entre 1935 et 1939, accompagnée d'Alice Fullerton qui relate son expédition dans To Persia for Flowers, publié en 1938. Elle en rapporte toute sorte de plantes, de graines et de bulbes et surtout la 'rose de Rescht', bien que d'autres racontent l'avoir déjà découverte cultivée en Angleterre, la 'rose de Sharastanek' (réintroduite dans l'après-guerre par Graham Thomas) et la rose 'Gloire de Guilan'. Elle les collecte pour le Natural History Museum. Sa mère meurt en 1948 et le manoir de Sutton Courtenay est vendu à David Astor, mais Nancy Lindsay peut garder l'ancienne maison du jardinier où elle crée une pépinière. En 1958, son mentor le major Johnston meurt à son tour et lui lègue son domaine de la Serre de la Madone à Menton. Elle ne peut mettre en valeur son parc remarquable, faute de moyens financiers et le vend en 1960 à Evelyn Bingham Baring. Ce domaine unique, classé aux Monuments historiques, est depuis 1990 propriété du conservatoire national du littoral.
Nancy Lindsay meurt dans sa petite maison de Sutton Courtenay en 1973.

## Hommages
Plusieurs cultivars de fleurs sont baptisés de son nom, comme un colchique d'automne, un Dianthus pavonius, un hosta, un Leucojum aestivum, etc.